# نووپاولوفکا (باشقیرستان)
نووپاولوفکا (انگلیسی: Novopavlovka, Republic of Bashkortostan) یک شهرک در شهرستان زیانچورینسکی استان باشقیرستان کشور روسیه است.